# Eleições parlamentares na Noruega em 2013
As Eleições parlamentares na Noruega em 2013 - em norueguês Stortingsvalget 2013 - foram realizadas em 9 de setembro de 2013.

O Parlamento da Noruega - Storting - tem 169 lugares e o mandato dos deputados é de 4 anos.

O Bloco Verde-Vermelho - de rødgrønne - até agora no poder, era composto pelo Partido Trabalhista, Partido do Centro e Partido da Esquerda Socialista.

O Bloco Burguês - borgerlige blokken - que procura uma maioria, é composto pelo Partido da Direita, Partido do Progresso, Partido do Povo Cristão e Partido da Esquerda.

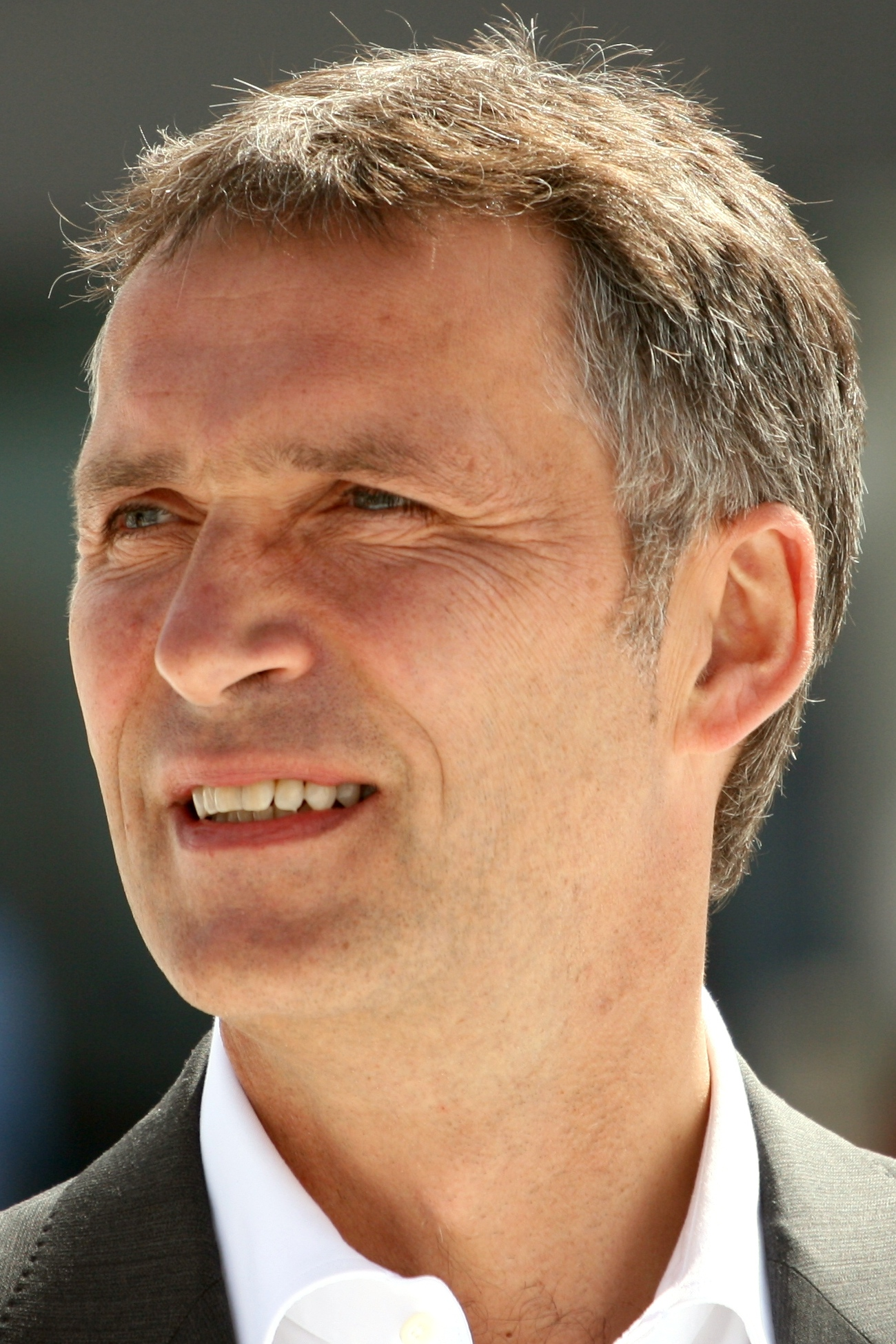
Jens Stoltenberg Partido Trabalhista
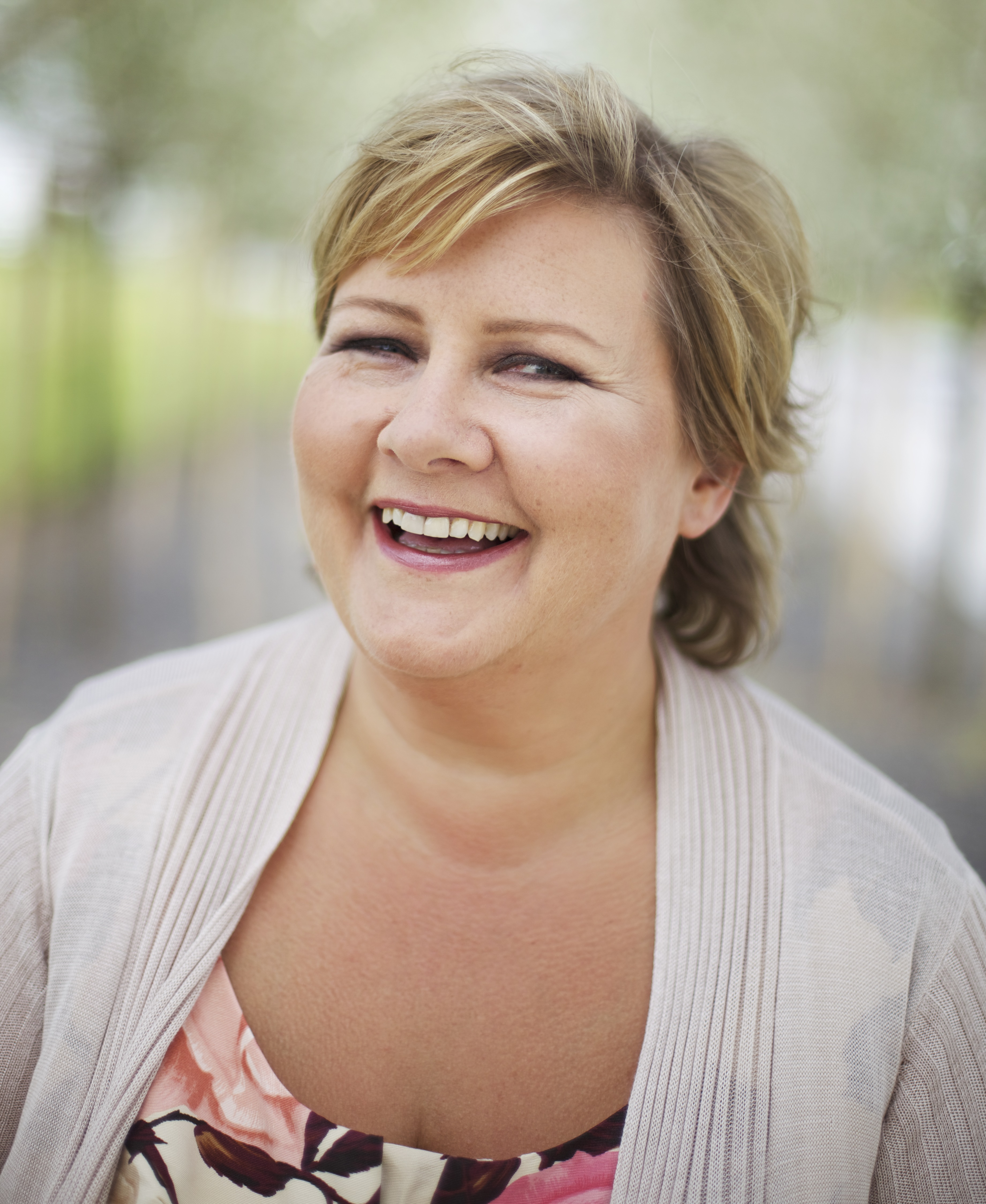
Erna Solberg Partido Conservador
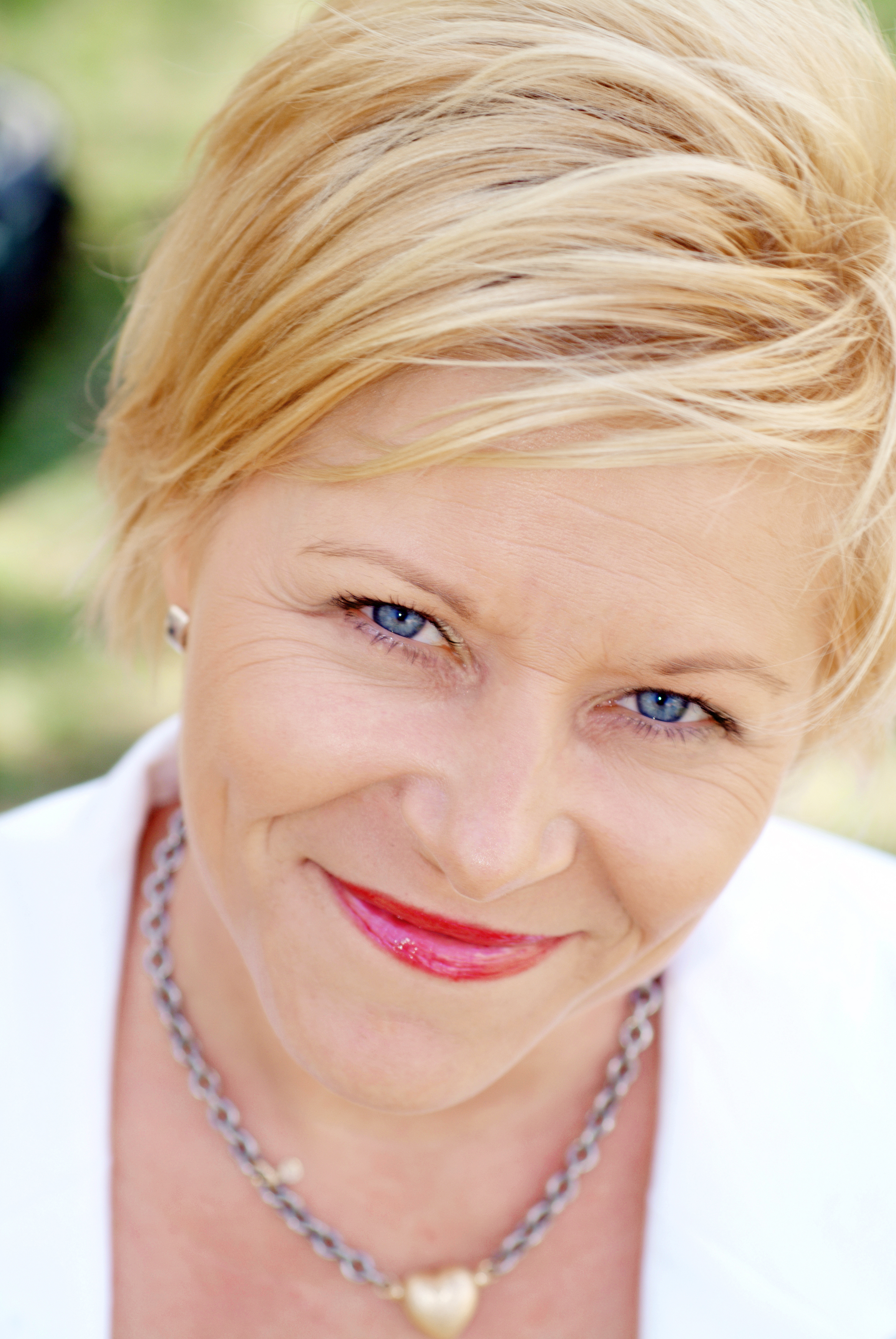
Siv Jensen Partido do Progresso

## Resultados Oficiais
O Ministério das Comunas e das Regiões da Noruega - Kommunal- og regionaldepartementet - anunciou o seguinte resultado final, baseado nos votos contados na sua totalidade.:
| Partidos                | Partidos                       | Votos     | %             | +/- | Deputados | +/-     |
| ----------------------- | ------------------------------ | --------- | ------------- | --- | --------- | ------- |
|                         | Partido Trabalhista Norueguês  | 874 769   | 30,8 / 100,0  | 4,6 | 55 / 169  | 9       |
|                         | Partido Conservador            | 760 232   | 26,8 / 100,0  | 9,6 | 48 / 169  | 18      |
|                         | Partido do Progresso           | 463 560   | 16,3 / 100,0  | 6,6 | 29 / 169  | 12      |
|                         | Partido Democrata Cristão      | 158 475   | 5,6 / 100,0   | 0,1 | 10 / 169  | Estável |
|                         | Partido do Centro              | 155 357   | 5,5 / 100,0   | 0,7 | 10 / 169  | 1       |
|                         | Partido Liberal                | 148 275   | 5,2 / 100,0   | 1,3 | 9 / 169   | 7       |
|                         | Partido da Esquerda Socialista | 116 021   | 4,1 / 100,0   | 2,1 | 7 / 169   | 4       |
|                         | Partido Verde                  | 79 152    | 2,8 / 100,0   | 2,5 | 1 / 169   | 1       |
|                         | Partido Vermelho               | 30 751    | 1,1 / 100,0   | 0,2 | 0 / 169   | Estável |
|                         | Outros                         | 49 437    | 1,7 / 100,0   |     | 0 / 169   |         |
| Votos inválidos         | Votos inválidos                | 16 129    | 0,6 / 100,0   | 0,1 |           |         |
| Total                   | Total                          | 2 851 014 | 100,0 / 100,0 |     | 169 / 169 |         |
| Eleitorado/Participação | Eleitorado/Participação        | 3 641 753 | 78,3 / 100,0  | 1,9 |           |         |

### Resultados por blocos
| Bloco | Bloco                                      | Votos     | %            | +/- | Deputados | +/- |
| ----- | ------------------------------------------ | --------- | ------------ | --- | --------- | --- |
|       | Bloco Burguês (Centro-direita)             | 1 530 542 | 53,9 / 100,0 | 4,4 | 96 / 169  | 13  |
|       | Coligação Vermelha-Verde (Centro-esquerda) | 1 146 147 | 40,4 / 100,0 | 7,4 | 72 / 169  | 14  |

## Resultados por Províncias
Na tabela estão representados os partidos que conquistaram deputados.
| Província        | %    | %    | %    | %    | %    | %   | %   | %   |
| Província        | Ap   | H    | FrP  | KrF  | Sp   | V   | SV  | MDG |
| ---------------- | ---- | ---- | ---- | ---- | ---- | --- | --- | --- |
| Akershus         | 28,4 | 33,9 | 17,0 | 3,2  | 2,5  | 6,3 | 3,5 | 3,1 |
| Aust-Agder       | 28,0 | 25,9 | 17,9 | 11,2 | 4,5  | 4,8 | 2,6 | 2,0 |
| Buskerud         | 31,8 | 29,0 | 18,6 | 3,2  | 6,1  | 4,6 | 2,7 | 2,2 |
| Finnmark         | 39,8 | 21,3 | 16,0 | 3,0  | 3,7  | 3,6 | 5,2 | 2,2 |
| Hedmark          | 43,2 | 18,3 | 13,6 | 2,5  | 10,2 | 3,4 | 3,9 | 2,0 |
| Hordaland        | 24,9 | 31,3 | 15,1 | 7,7  | 4,4  | 5,8 | 4,9 | 3,2 |
| Møre og Romsdal  | 25,2 | 26,2 | 20,1 | 8,9  | 8,2  | 5,6 | 2,5 | 1,4 |
| Nordland         | 35,1 | 21,2 | 18,8 | 3,7  | 6,9  | 3,7 | 5,2 | 2,0 |
| Nord-Trøndelag   | 41,9 | 14,5 | 12,9 | 3,5  | 16,7 | 4,1 | 3,4 | 1,4 |
| Oppland          | 41,0 | 19,1 | 12,7 | 3,2  | 12,3 | 4,0 | 2,9 | 2,4 |
| Oslo             | 30,4 | 29,8 | 11,7 | 2,8  | 0,9  | 8,2 | 6,3 | 5,6 |
| Østfold          | 34,9 | 25,3 | 19,6 | 5,6  | 4,1  | 3,6 | 2,3 | 2,0 |
| Rogaland         | 22,6 | 30,1 | 18,7 | 10,6 | 5,2  | 4,5 | 3,3 | 2,2 |
| Sogn og Fjordane | 28,1 | 19,0 | 10,8 | 8,1  | 20,6 | 6,3 | 3,4 | 1,7 |
| Sør-Trøndelag    | 36,7 | 22,2 | 13,6 | 3,7  | 6,5  | 5,4 | 5,7 | 3,2 |
| Telemark         | 36,7 | 21,8 | 19,0 | 6,8  | 4,5  | 3,5 | 3,3 | 2,2 |
| Tromso           | 31,1 | 22,3 | 19,6 | 4,1  | 6,4  | 4,2 | 6,4 | 2,5 |
| Vest-Agder       | 23,8 | 27,5 | 18,3 | 13,9 | 3,0  | 4,3 | 2,6 | 2,2 |
| Vestfold         | 29,6 | 30,0 | 19,5 | 4,9  | 3,0  | 4,5 | 3,8 | 2,5 |
| Noruega          | 30,8 | 26,8 | 16,3 | 5,6  | 5,5  | 5,2 | 4,1 | 2,8 |